# Penelope
Penelope（ペネロペ）は、Mozilla Foundationのプロジェクトのひとつ。Mozilla Thunderbird用の拡張プラグインPenelopeと、オープンソース版EudoraであるEudora OSEの開発を行っていた。PenelopeはEudora OSEの開発コード名でもある。
2006年10月11日、Mozilla Foundationとクアルコムはメールソフト「Eudora」のオープンソース版を共同開発することを発表した。
2006年から2010年にかけてMozilla Thunderbird用拡張プラグインPenelopeとEudora OSEをリリースした。
現在、開発、サポートは終了している。
由来は明確には公表されていないが、公式サイトではWikipedia英語版のPenelope（ギリシア神話上の人物「ペーネロペー」）へのリンクとなっている。

## EudoraとPenelopeの関係
PenelopeとEudoraオープンソース版は命名の複雑さのため混乱や誤解が発生することも多い。
Jeff Beckleyは、以下のように説明している。
PenelopeはThunderbirdの拡張プラグインであり、Eudoraオープンソース版はThunderbirdに変更を加えた商標化バージョンである。Eudoraの機能を実現する中で、拡張機能上にしか実装できないものあれば、Thundebirdのコードのコア部分に対する変更が必要なものもある。

### 命名の変遷
そもそもEudoraオープンソース版の計画は、Mozilla Thunderbird用の拡張プラグインPenelopeの実験から生まれた。
拡張プラグインPenelopeの目的は、Thunderbird上にEudoraの機能を移植することであった。しかし十分に移植するためにはThunderbird本体に手を加えなければならないことが判明し、Thunderbirdのコア部分に変更を加えたバージョンの開発を検討する。この開発コード名もまたPenelopeと呼称していた。
ユーザーの間では、EudoraはPenelopeに移行すると認知され、発表報道もそのように読めるものであった。そのため、Thunderbird拡張プラグインPenelopeの最初のバージョンであるPenelope Extension 0.1Alpha16がリリースされたとき、これがEudoraの後継であるという誤解が広まった。
実際にはThunderbirdベースの新メールソフトはEudora 8.0.0bの名でリリースされ、8.0.0b9の次のバージョンからは名称変更されEudora OSE 1.0RC1となった。
また拡張プラグインPenelopeは、Eudora 8.0.0bシリーズやEudora OSEシリーズにその一部として付属していると同時に、Thunderbird拡張プラグインとしても提供され続けていた。

## 開発者
Penelopeプロジェクトには、Eudoraの原開発者を含む以下6名のクアルコム社員がコアメンバーとして参加した。
- Steve Dorner：Eudora for Macintoshの原作者
- Jeff Beckley：Eudora for Windowsの初期の共同開発者
- Dale Wiggins：Eudora開発者
- Matt Dudziak：Eudoraプロジェクトマネージャ
- Mark Charlebois：Linux開発者
- Geoffrey Wenger：Eudora開発者

## リリース履歴
2007年4月16日、最初のリリースとなるPenelope Extension 0.1Alpha16をリリース。Thunderbird 1.5.0.4以降で動作する。
2007年4月16日、Penelope Extension 0.1Alpha19をリリース。
2007年8月31日、Penelope Extension 0.1Alpha21をリリース。Eudora 8.0.0b1に統合される。
2007年12月11日、Penelope Extension 0.1Alpha22をリリース。Thunderbird 3.0に対応。
2008年11月4日、Penelope Extension 0.5Alpha1をリリース。Thunderbird 3.0a1以降で動作する。
2009年1月16日、Penelope Extension 0.5Alpha2をリリース。
2009年4月8日、Penelope Extension 0.5Alpha3をリリース。
2009年9月4日、Penelope Extension 0.5Alpha4をリリース。
2010年1月5日、Penelope Extension 0.5Alpha5をリリース。
2010年3月4日、Penelope Extension 1.0beta1をリリース。
2010年7月2日、Penelope Extension 1.0RC1をリリース。Thunderbird 3.0.4以降で動作する。Eudora 8がEudora OSEと名前を変更し、Eudora OSEとPenelope Extensionのバージョンを揃えた。
2010年7月23日、Penelope Extension 1.0RC2をリリース。
2010年9月13日、正式版となるPenelope Extension 1.0をリリース。